# 고단샤 만화상
고단샤 만화상(일본어: 講談社漫画賞 고단샤만가쇼[*])은 일본의 만화 상이다. 고단샤가 주최하여, 연재되고 있는 만화 작품을 대상으로 수상한다.

## 개요
1960년에 고단샤 창업 50주년 기념 사업으로 설치된 "고단샤 세상" 부문 "코단샤 아동 만화상" (제1회부터 제9회까지 실시)이 전신. 1970년 창업 60 주년 기념 사업으로 새롭게 출범 한 "고단샤 출판 문화상 아동 만화 부문"(제1회부터 제7회까지 실시)를 거쳐, 1977년에 독립적인 상 "고단샤 만화상"이 되어, 제1회가 선정된 후 부문을 확충하면서 현재에 이른다.
소년 부문과 일반 부문은 고단샤의 잡지 게재 작품이 선정되는 경우가 많지만, 타사 펴냄 작품도 드물지만 수상작으로 하고있다. 수상 기념으로 증정되는 동상은 히로 야마가타의 작품이다.

## 수상 정보
| 년도 | 아동부분                                                    | 소년부분                                                                    | 소녀부분                                                                         | 일반부분                                                                               |
| ---- | ----------------------------------------------------------- | --------------------------------------------------------------------------- | -------------------------------------------------------------------------------- | -------------------------------------------------------------------------------------- |
| 1977 |                                                             | 《블랙 잭》 : 테즈카 오사무 《세눈박이 나가신다》 : 테즈카 오사무           | 《하이카라씨가 간다》 : 야마토 와키 《캔디 캔디》 : 미즈키 쿄코, 이가라시 유미코 |                                                                                        |
| 1978 |                                                             | 《축구매》 : 카와사키 노보루                                                | 《생도제군!》 : 쇼지 요코                                                        |                                                                                        |
| 1979 |                                                             | 《꿈꾸는 열 다섯》 : 야나기사와 기미오                                      | 《솜의 별나라》 : 오시마 유미코                                                  |                                                                                        |
| 1980 |                                                             | 《스사노오》 : 나가이 고                                                    | 《레몬 백서》 : 요시다 마유미                                                    |                                                                                        |
| 1981 |                                                             | 《산시로》 : 고바야시 마코토                                                | 《안녕! 스팡크》 : 유키무로 준이치, 타카나시 시즈                                |                                                                                        |
| 1982 |                                                             | 《산악인열전》 : 무라카미 모토카                                            | 《요귀비전》 : 미우치 스즈에                                                     | 《사냥꾼의 성좌》 : 사토나카 마치코                                                    |
| 1983 |                                                             | 《The 카보챠 와인》 : 미우라 미쓰루                                         | 《해가 뜨는 곳의 천자》 : 야마기시 료코                                          | 《P.S. 건강합니다 슌페이》 : 사이몬 후미                                               |
| 1984 |                                                             | 《바츠앤테리》 : 오시마 야스이치                                            | 《Lady Love》 : 오노 히로무                                                      | 《AKIRA》 : 오토모 가쓰히로                                                            |
| 1985 |                                                             | 《바리바리 전설》 : 시게노 슈이치                                           | 《마히로 체험》 : 니시 나오미                                                    | 《희한한 한쌍》 : 야마사키 주조, 사다야스 게이 《마히로 체험》 : 니시 나오미           |
| 1986 |                                                             | 《공태랑 나가신다!》 : 히루타 다쓰야                                        | 《유한 클럽》 : 이치조 유카리                                                    | 《아돌프에게 고함》 : 테즈카 오사무 《왓츠마이클》 : 고바야시 마코토                   |
| 1987 |                                                             | 《쿵후보이 친미》 : 마에카와 다케시                                         | 《일곱빛깔 매직》 : 아사기리 유                                                  | 《Actor》 : 가와구치 가이지                                                            |
| 1988 |                                                             | 《미스터 맛짱》 : 데라사와 다이스케                                         | 《순정 크레이지 프루츠》 : 마쓰나에 아케미                                       | 《보노보노》 : 이가라시 미키오 《비밥 하이스쿨》 : 키우치 카즈히로                     |
| 1989 |                                                             | 《명문! 제3야구부》 : 무쓰 도시유키                                         | 《치비 마루코쨩》 : 사쿠라 모모코 《미녀를 누가 말려?》 : 스즈키 유미코          | 코믹 쇼와사, 미즈키 시게루                                                             |
| 1990 |                                                             | 《수라의 문》 : 가와하라 마사토시                                           | 《Pride》 : 마리무라 나카                                                        | 《침묵의 함대》 : 가와구치 가이지 《고릴라맨》 : 해럴드 사쿠이시                       |
| 1991 |                                                             | 《더 파이팅》 : 모리카와 조지                                               | 《영원의 들판》 : 오사카 미에코                                                  | 《시마 과장》 : 히로카네 켄시 《악녀》 : 후카미 준                                     |
| 1992 |                                                             | 《바람 빛나는~고시엔~》 : 가와 산바치, 타로 나미                            | 《우리 엄마가 말하는 것은》 : 이와다테 마리코                                    | 《나니와 금융도》 : 유지 아오키                                                        |
| 1993 |                                                             | 《3×3 EYES》 : 다카다 유조                                                  | 《세일러문》 : 타케우치 나오코                                                   | 《기생수》 : 이와아키 히토시                                                           |
| 1994 |                                                             | 《슛!》 : 오시마 쓰카사                                                     | 《당신의 손이 속삭일 때》 : 가루베 준코                                          | 《아이언맨》 : 야스이토 야마모토                                                       |
| 1995 |                                                             | 《소년탐정 김전일》 : 가나리 요자부로, 사토 후미야                          | 《세상에서 가장 아름다운 음악》 : 오자와 마리                                    | 《하나다 소년사》 : 잇시키 마코토                                                      |
| 1996 |                                                             | 《미스터 초밥왕》 : 데라사와 다이스케                                       | 《천연 꼬꼬댁》 : 구라모치 후사코                                                | 《이나중탁구부》 : 후루야 미노루                                                       |
| 1997 |                                                             | 《용랑전》 : 야마하라 요시토                                                | 《팔운성》 : 이쓰키 나쓰미                                                       | 《드래곤 헤드》 : 모치즈키 미네타로                                                    |
| 1998 |                                                             | 《GTO》 : 후지사와 토오루                                                   | 《아이들의 장난감》 : 오바나 미호                                                | 《도박묵시록 카이지》 : 후쿠모토 노부유키 《창천항로》 : 왕혼태                        |
| 1999 |                                                             | 《카멜레온》 : 가세 아쓰시                                                  | 《피치걸》 : 우에다 미와                                                         | 《완간 미드나이트》 : 구스노키 미치하루                                                |
| 2000 |                                                             | 《테츠야-마작의 성인이라 불린 사나이》 : 사이 후메이, 호시노 야스시         | 《빙글빙글 폰다는 변신중》 : 이케자와 사토미                                     | 《배가본드》 : 요시카와 에이지, 이노우에 다케히코                                      |
| 2001 |                                                             | 《러브히나》 : 아카마쓰 겐                                                  | 《후르츠 바스켓》 : 다카야 나쓰키                                                | 《20세기 소년》 : 우라사와 나오키                                                      |
| 2002 |                                                             | 《돌격크로마티고교》 : 노나카 에이지 《BECK》 : 해럴드 사쿠이시             | 《서양골동양과자점》 : 요시나가 후미                                             | 《지팡구》 : 가와구치 가이지                                                           |
| 2003 | 《미르모 퐁퐁퐁!》 : 시노즈카 히로무                        | 《쿠니미츠의 정치》 : 안도 유마, 아사키 마사시                              | 《허니와 클로버》 : 우미노 치카 《너는 펫》 : 오가와 야요이                      | 《천재 유교수의 생활》 : 야마시타 가즈미                                               |
| 2004 | 《Ultra Ninja Scrolls》 : 미도 가즈히코                     | 《차나왕 요시츠네》 : 사와다 히로후미                                       | 《노다메 칸타빌레》 : 니노미야 토모코                                            | 《바질리스크~코우가인법첩~》 : 야마다 후타로, 세가와 마사키                            |
| 2005 | 《슈가슈가 룬》 : 안노 모요코                               | 《카페타》 : 소다 마사히토                                                  | 《Oi Pītan!!》 : 이토 리사 《편지하기 좋은날》 : 아사쿠라 조지                   | 《드래곤 자쿠라》 : 미타 노리후사                                                      |
| 2006 | 《키친의 공주님》 : 고바야시 미유키, 안도 나쓰미            | 《에어 기어》 : Oh! Great                                                   | 《라이프》 : 스에노부 게이코                                                     | 《충사》 : 우루시바라 유키                                                             |
| 2007 | 《천사의 프라이팬》 : 오가와 에쓰시                         | 《안녕, 절망선생》 : 구메타 고지 《디어 보이즈: Act 2》 : 야가미 히로키     | 《I.S.》 : 로쿠하나 지요                                                         | 《크게 휘두르며》 : 아사 히구치                                                        |
| 2008 | 《캐릭캐릭 체인지》 : Peach-Pit                             | 《최강! 아오이자카 야구부》 : 다나카 모토유키                               | 《너에게 닿기를》 : 시이나 카루호                                                | 《모야시몬》 : 이시카와 마사유키                                                       |
| 2009 | 《명탐정 키요시로 사건노트》 : 하야미네 가오루, 에누에 게이 | 《Q.E.D.》 : 가토 모토히로 《Fairy Tail》 : 마시마 히로                     | 《깨끗하고 연약한》 : 이쿠에미 료                                                | 《오! 나의 여신님》 : 후지시마 고스케                                                  |
| 2010 | 《이나즈마일레븐》 : 야부노 텐야                            | 《다이아몬드 A》 : 데라지마 유지                                            | 《해파리 공주》 : 히가시무라 아키코                                              | 《GIANT KILLING》 : 츠지토모                                                           |
| 2011 | 《정말 있었다! 영매선생》 : 마츠모토 히로요시               | 《진격의 거인》 : 이사야마 하지메                                           | 《치하야후루》 : 스에츠구 유키                                                   | 《우주형제》 : 코야마 츄야 《3월의 라이온》 : 우미노 치카                              |
| 2012 | 《나한테 xx해》 : 토오야마 에마                             | 《마시로의 소리》 : 라가와 마리모                                           | 《실연쇼콜라티에》 : 미즈시로 세토나                                             | 《빈란드 사가》 : 유키무라 마코토                                                      |
| 2013 | 《동물의 나라》 : 라이쿠 마코토                             | 《4월은 너의 거짓말》 : 아라카와 나오시                                     | 《내 이야기!!》 : (카와하라 카즈네, 아루코                                       | 《구라제니》 : 모리타카 유지, 아다치 케이지                                            |
| 2014 | 《요괴워치》 : 코니시 노리유키                              | 《베이비 스텝》 : 카즈키 히카루                                             | 《태양의 집》 : 타아모                                                           | 《쇼와 겐로쿠 라쿠고 심중》 : 쿠모타 하루코                                            |
| 2015 |                                                             | 《일곱 개의 대죄》 : 스즈키 나카바                                          | 《도망치는건 부끄럽지만 도움이 된다》 : 우미노 츠나미                            | 《시도니아의 기사》 : 니헤이 츠토무                                                    |
| 2016 |                                                             | 《DAYS》 : 야스다 츠나요시                                                  | 《내가 인기 있어서 어쩌자는 거야》 : 준코                                        | 《코우노도리》 : 스즈노키 유우                                                         |
| 2017 |                                                             | 《장국의 알타이르》 : 카토우 코토노                                         | 《P와 여고생》 : 미요시 마키                                                     | 《더 파브르》 : 미나미 카츠히사                                                        |
| 2018 |                                                             | 《BEASTARS》 : 이타가키 파루                                                | 《투명한 요람》 : 오키타 × 하나                                                  | 《팔순 마리코》 : 오자와 유키 《프래자일 병리의 키시 쿄이치로의 소견》 : 메구미 사부로 |
| 2019 |                                                             | 《5등분의 신부》 : 하루바 네기 《불멸의 그대에게》 : 오이마 요시토키        | 《퍼펙트 월드》 : 아리 리에                                                      | 《어제 뭐 먹었어?》 : 요시나가 후미                                                    |
| 2020 |                                                             | 《도쿄 리벤저스》 : 와쿠이 켄                                               | 《나와 너의 소중한 이야기》 : 로비코                                             | 《블루 피리어드》 : 야마구치 츠바사                                                    |
| 2021 |                                                             | 《블루 록》 : 카네시로 무네유키, 노무라 유스케                              | 《하나노이 군과 상사병》 : 모리노 메구미                                         | 《유리아 선생님의 붉은 실》 : 이리에 키와                                              |
| 2022 |                                                             | 《전생했더니 슬라임이었던 건에 대하여》 : 후세, 카와카미 타이키             | 《별 내리는 왕국의 니나》 : 리카치                                               | 《하코즈메 ~파출소 여자의 역습~》 : (야스 미코                                         |
| 2023 |                                                             | 《샹그릴라 프론티어 ~망겜 헌터, 갓겜에 도전하다~》 : (카타리나・후지 료스케 | 《그 아이의 아이》 : 아오이 마모루                                               | 《스킵과 로퍼》 : 타카마츠 미사키                                                      |